# موزلکرن
موزلکرن (به آلمانی: Moselkern) یک شهر در آلمان است که در کوخم-تسل واقع شده‌است. موزلکرن ۶۴۵ نفر جمعیت دارد.